# Fernand Rigaux
Pour les articles homonymes, voir Rigaux.
Fernand Rigaux est un astronome belge, né en 1905 et mort le 21 décembre 1962.
Il observait à l'observatoire royal de Belgique situé à Uccle. En 1951, il codécouvrit la comète périodique 49P/Arend-Rigaux avec son collègue Sylvain Arend. Il découvrit également plusieurs astéroïdes.
L'astéroïde (19911) Rigaux a été nommé en son honneur.
| (1292) Luce    | 17 septembre 1933  |
| (1378) Leonce  | 21 février 1936    |
| (1458) Mineura | 1er septembre 1937 |
| (1555) Dejan   | 15 septembre 1941  |
| (3280) Grétry  | 17 septembre 1933  |
| (4908) Ward    | 17 septembre 1933  |
| (7000) Curie   | 6 novembre 1939    |
| (19911) Rigaux | 26 mars 1933       |